# Ajuda da Bretanha
Ajuda da Bretanha ist eine portugiesische Gemeinde (Freguesia) im Kreis (Município) von Ponta Delgada auf der Azoreninsel São Miguel. In ihr leben 652 Einwohner (Stand 19. April 2021).